# Stenalcidia udeisata
Stenalcidia udeisata là một loài bướm đêm trong họ Geometridae.